# Звёздная командировка (фильм)
«Звёздная командировка» — советский цветной художественный фильм, снятый в жанре научно-фантастической комедии режиссёром Борисом Ивченко по мотивам повести Евгения Шатько «Пришелец» на киностудии им. Довженко в 1982 году.
Премьера фильма состоялась 31 января 1983 года. Картину посмотрели 6,7 млн зрителей.

## Сюжет
На Землю прибывает учёный с планеты Рюм по имени Глоус, который решает сменить свою скучную и бессмысленную жизнь на планете. Он оказывается похожим на сельского механика Тишкина, и они меняются местами. В результате этой путаницы оба героя находят новый смысл жизни и возвращаются на свои родные планеты после ряда забавных приключений.

## В ролях
- Владимир Носик — Ефим Тишкин, механизатор / Глоус, пришелец
- Елена Мельникова (в титрах Е. Кузнецова) — Даша, жена Тишкина
- Борислав Брондуков — Лур, пришелец
- Гражина Байкштите — Эйглория, жена Глоуса
- Лесь Сердюк — Василий, колхозный бригадир
- Всеволод Гаврилов — Марзук, пришелец

## Съёмочная группа
- Режиссёр: Борис Ивченко
- Сценарист: Евгений Шатько
- Оператор: Вадим Ильенко
- Художники: Борис Жуков, Александр Шеремет
- Звукорежиссёр: Георгий Салов
- Композитор: Игорь Поклад